# 滝根町

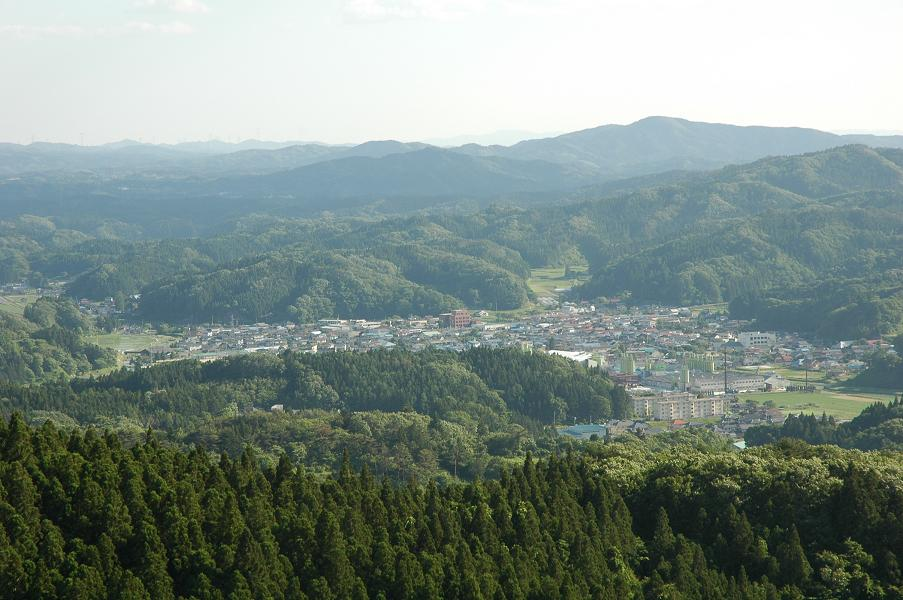
滝根町全景

滝根町（たきねまち）は、福島県田村郡に置かれていた町。現在の田村市滝根町地区。
町名は大滝根山に由来する。

## 地理
- 山：大滝根山、矢大臣山、羽山、仙台平、中平
- 河川：夏井川、牧野川

### 隣接していた自治体
- いわき市
- 田村郡
  - 小野町
  - 大越町
  - 常葉町
- 双葉郡
  - 川内村

## 歴史

### 年表
- 1889年（明治22年）4月1日 - 町村制施行により、菅谷村・神俣村・広瀬村が合併し滝根村が発足[1][2]。
- 1940年（昭和15年）4月1日 - 町制を施行して滝根町となる。
- 2005年（平成17年）3月1日 - 常葉町、大越町、都路村、船引町と合併し、田村市となる。

### 変遷表
| 滝根町町域の変遷表 | 滝根町町域の変遷表 | 滝根町町域の変遷表 | 滝根町町域の変遷表  | 滝根町町域の変遷表    | 滝根町町域の変遷表 |
| 1868年 以前        | 1868年 以前        | 明治22年 4月1日    | 明治22年 - 昭和64年 | 平成元年 - 現在       | 現在               |
| ------------------ | ------------------ | ------------------ | ------------------- | --------------------- | ------------------ |
|                    | 菅谷村             | 滝根村             | 明治31年7月1日 町制 | 平成17年3月1日 田村市 | 田村市             |
|                    | 神俣村             | 滝根村             | 明治31年7月1日 町制 | 平成17年3月1日 田村市 | 田村市             |
|                    | 広瀬村             | 滝根村             | 明治31年7月1日 町制 | 平成17年3月1日 田村市 | 田村市             |

## 地域

### 教育
- 滝根町立滝根中学校
- 滝根町立滝根小学校
- 滝根町立菅谷小学校
- 滝根町立広瀬小学校

## 交通

### 鉄道
- 東日本旅客鉄道
  - ■磐越東線
    - 神俣駅 - 菅谷駅

### 路線バス
- 福島交通

### 道路
- 主要地方道
  - 福島県道19号船引大越小野線
  - 福島県道36号小野富岡線
- 一般県道
  - 福島県道145号吉間田滝根線
  - 福島県道301号栗出菅谷線
  - 福島県道381号あぶくま洞都路線

## 名所・旧跡・観光スポット・祭事・催事
- あぶくま洞
- 入水鍾乳洞